# Cinderella (logiciel)
Pour les articles homonymes, voir Cinderella.
Cinderella est un logiciel allemand de géométrie dynamique destiné principalement à l'apprentissage de la géométrie en milieu scolaire. Il permet d'animer des figures géométriques en deux dimensions, de créer des laboratoires de physique virtuels et est muni d'un langage de script puissant. Il permet des vues en géométrie euclidienne, géométrie sphérique ou géométrie hyperbolique.